# Gérard Mourou
Gérard Albert Mourou (Albertville, 22 giugno 1944) è un fisico francese vincitore del Premio Nobel per la fisica del 2018, insieme a Donna Strickland e Arthur Ashkin, per  le loro "invenzioni rivoluzionarie nel campo della fisica dei laser".

## Biografia
Gérard Mourou è un pioniere francese nel campo dell'ingegneria elettronica e dei laser. Insieme a Donna Theo Strickland ha co-inventato un tecnica chiamata chirped pulse amplification, o CPA,
che è stata successivamente utilizzata per creare impulsi laser ultracorti ad altissima intensità (terawatt). Grazie a questa scoperta ha vinto il premio Nobel per la fisica 2018. Nel 1994, Mourou e il suo team all'University of Michigan  scopre che
l'equilibrio tra la rifrazione dell'autofocalizzazione (vedi effetto Kerr) e la diffrazione auto-attenuante mediante ionizzazione e rarefazione di un raggio laser di intensità del terawatt nell'atmosfera crea "filamenti" che agiscono come onde guida per il raggio impedendo così la divergenza.
È stato direttore del Laboratoire d'Optique Appliquee presso l'ENSTA (Palaiseau, Francia) ed è professore all'École Polytechnique (Palaiseau, Francia). È stato direttore fondatore del Center for Ultrafast Optical Science (CUOS) presso l'Università del Michigan nel 1990.
Il 23 novembre 2015 ha partecipato alla Terza conferenza di Natale a Bucarest. La sua presentazione era intitolata Breaking Through The Unknown: Extreme light, Science to Art. Le precedenti lezioni furono tenute da Sir Thomas Kibble e dal professor Joseph Silk.
Il 12 ottobre 2024 ottiene un incarico di docenza presso la Peking University.

## Premi
- 2018 Premio Nobel in fisica
- 2016 Premio Frederic Ives Medal/Jarus W. Quinn
- 2016 Berthold Leibinger Zukunftspreis
- 2009 recipient of the Charles Hard Townes Award by the OSA
- 2005 Willis E. Lamb Award for Laser Science and Quantum Optics Archiviato il 7 giugno 2016 in Internet Archive.
- 2004 IEEE LEOS Quantum Electronics Award
- 1999 recipient of the  IEEE  David Sarnoff Award
- 1997 SPIE Harold E. Edgerton Award
- 1995 recipient of the R. W. Wood Prize by the OSA